# Morti nel 2023/Maggio
| Questa pagina contiene informazioni ricavate automaticamente dalle voci biografiche con l'ausilio del template Bio e di un bot. L'aggiornamento è periodico e automatico e ricostruisce completamente la pagina. Se manca una persona in questa lista, sei pregato di non aggiungerla, ma accertati piuttosto che la sua voce biografica contenga il template Bio e che i dati anagrafici siano correttamente compilati. Se il template Bio manca, inseriscilo tu stesso o, in alternativa, metti l'avviso {{tmp\|Bio}} che ne segnala la mancanza. Se i dati riportati sono sbagliati, correggi direttamente la voce biografica; le modifiche saranno visibili in questa lista entro pochi giorni. Per chiarimenti vedi il progetto biografie. La lista contiene solo le 192 persone che sono citate nell'enciclopedia e per le quali è stato implementato correttamente il template Bio. Pagina aggiornata al 10 ago 2025. |

- 1º maggio - Calvin Davis, ostacolista e velocista statunitense (n. 1972)
- 1º maggio - Gordon Lightfoot, cantautore canadese (n. 1938)
- 1º maggio - Pugh Rogefeldt, cantante svedese (n. 1947)
- 2 maggio - Barbara Bryne, attrice e cantante britannica (n. 1929)
- 2 maggio - Bernard Lapasset, dirigente sportivo e rugbista a 15 francese (n. 1947)
- 2 maggio - Mike Pinner, calciatore inglese (n. 1934)
- 2 maggio - Guido Sacconi, politico italiano (n. 1948)
- 2 maggio - Damir Šolman, cestista jugoslavo (n. 1949)
- 2 maggio - Giovanni Urbinati, ceramista e scultore italiano (n. 1946)
- 3 maggio - Lance Blanks, cestista e dirigente sportivo statunitense (n. 1966)
- 3 maggio - Mario Cayota, politico, diplomatico e storico della filosofia uruguaiano (n. 1936)
- 3 maggio - Alessandro D'Alatri, regista, sceneggiatore e attore italiano (n. 1955)
- 3 maggio - Crescenzo Langella, clarinettista, compositore e docente italiano (n. 1940)
- 3 maggio - Josef Lenz, slittinista tedesco (n. 1935)
- 3 maggio - Linda Lewis, cantautrice e musicista britannica (n. 1950)
- 3 maggio - George Mihaljevic, calciatore e allenatore di calcio jugoslavo (n. 1936)
- 3 maggio - Lorenzo Saccomani, baritono italiano (n. 1938)
- 3 maggio - Nikica Valentić, politico croato (n. 1950)
- 4 maggio - Raya Bronstein, cestista, pesista e giavellottista israeliana (n. 1929)
- 4 maggio - Rafael Guillén, poeta spagnolo (n. 1933)
- 4 maggio - Hans-Jörg Krüger, cestista tedesco (n. 1942)
- 4 maggio - Chris Reynolds, fumettista britannico (n. 1960)
- 4 maggio - Tom Spencer, politico britannico (n. 1948)
- 4 maggio - Georgi Stojkovski, triplista bulgaro (n. 1941)
- 5 maggio - Carlos Arregui, calciatore argentino (n. 1954)
- 5 maggio - Ilse Buding, tennista tedesca (n. 1939)
- 5 maggio - Samuel Durrance, astronauta e astrofisico statunitense (n. 1943)
- 5 maggio - Haidar Haidar, scrittore e attivista siriano (n. 1936)
- 5 maggio - Arsenio Iglesias, calciatore e allenatore di calcio spagnolo (n. 1930)
- 5 maggio - Ljudmila Jedeleva, cestista sovietica (n. 1939)
- 5 maggio - Siiri Rantanen, fondista finlandese (n. 1924)
- 5 maggio - Nikolaj Rogožkin, cestista russo (n. 1993)
- 5 maggio - Philippe Sollers, scrittore, saggista e filosofo francese (n. 1936)
- 5 maggio - Michel Laurent, cantante francese (n. 1944)
- 5 maggio - Masamitsu Tsuchida, giocatore di go giapponese (n. 1944)
- 5 maggio - Sophia Vari, pittrice e scultrice greca (n. 1940)
- 6 maggio - Pietro Barucci, architetto e urbanista italiano (n. 1922)
- 6 maggio - Vida Blue, giocatore di baseball statunitense (n. 1949)
- 6 maggio - Habib Chaab, attivista iraniano (n. 1973)
- 6 maggio - Hanna Fenichel Pitkin, filosofa e politologa tedesca (n. 1931)
- 6 maggio - Franco Nicastro, giornalista e saggista italiano (n. 1930)
- 6 maggio - Gary Prado Salmón, generale, politico e diplomatico boliviano (n. 1938)
- 6 maggio - Menahem Pressler, pianista israeliano (n. 1923)
- 6 maggio - Gianluca Tonetti, ciclista su strada italiano (n. 1967)
- 7 maggio - Grace Bumbry, mezzosoprano e soprano statunitense (n. 1937)
- 7 maggio - Giorgio Mazzanti, chimico e dirigente pubblico italiano (n. 1928)
- 7 maggio - Filippo Ottoni, direttore del doppiaggio, dialoghista e sceneggiatore italiano (n. 1938)
- 7 maggio - Bobby Wilson, giocatore di football americano statunitense (n. 1968)
- 7 maggio - Soňa Červená, mezzosoprano e attrice teatrale ceca (n. 1925)
- 8 maggio - Sergej Drejden, attore sovietico (n. 1941)
- 8 maggio - Joe Kapp, giocatore di football americano statunitense (n. 1938)
- 8 maggio - Angelo Raffaele Manca, politico italiano (n. 1943)
- 8 maggio - Benito Pavoni, politico italiano (n. 1936)
- 8 maggio - Rita Lee, cantante, musicista e attrice brasiliana (n. 1947)
- 8 maggio - Rodolfo Zich, ingegnere e dirigente d'azienda italiano (n. 1939)
- 9 maggio - Antonio Carbajal, calciatore e allenatore di calcio messicano (n. 1929)
- 9 maggio - Pietro Cesari, calciatore italiano (n. 1924)
- 9 maggio - Denny Crum, cestista e allenatore di pallacanestro statunitense (n. 1937)
- 9 maggio - Edward Peter Cullen, vescovo cattolico statunitense (n. 1933)
- 9 maggio - Georges Kiejman, avvocato, politico e attore francese (n. 1932)
- 9 maggio - Wilferd Madelung, arabista, islamista e saggista tedesco (n. 1930)
- 9 maggio - Massimo Milone, giornalista italiano (n. 1955)
- 9 maggio - David Miranda, politico, attivista e giornalista brasiliano (n. 1985)
- 9 maggio - Joaquin Romaguera, attore e tenore statunitense (n. 1932)
- 10 maggio - Massimo Cavezzali, fumettista italiano (n. 1950)
- 10 maggio - Ian Hacking, filosofo canadese (n. 1936)
- 10 maggio - Rolf Harris, cantante, showman e pittore australiano (n. 1930)
- 10 maggio - Gioacchino Lanza Tomasi, nobile e musicologo italiano (n. 1934)
- 10 maggio - Jan Lundin, nuotatore svedese (n. 1942)
- 10 maggio - Enrico Oldoini, sceneggiatore e regista italiano (n. 1946)
- 10 maggio - Federico Savina, fonico e musicista italiano (n. 1935)
- 11 maggio - András Adorján, scacchista ungherese (n. 1950)
- 11 maggio - Kenneth Anger, sceneggiatore, regista e scrittore statunitense (n. 1927)
- 11 maggio - Ana Paula Borgo, pallavolista brasiliana (n. 1993)
- 11 maggio - Renato Francesconi, tenore italiano (n. 1934)
- 11 maggio - Guido Gorgatti, attore italiano (n. 1919)
- 11 maggio - Primo Nardello, ciclista su strada italiano (n. 1937)
- 11 maggio - Barry Newman, attore statunitense (n. 1930)
- 11 maggio - Andy Provan, calciatore scozzese (n. 1944)
- 12 maggio - Alfonso Buonocore, nuotatore e pallanuotista italiano (n. 1933)
- 12 maggio - Owen Davidson, tennista australiano (n. 1943)
- 12 maggio - Bernard Membe, politico tanzaniano (n. 1953)
- 13 maggio - Giotto Bizzarrini, ingegnere, designer e imprenditore italiano (n. 1926)
- 13 maggio - Antonietta De Simone, paroliera italiana (n. 1931)
- 13 maggio - Sibylle Lewitscharoff, scrittrice, drammaturga e sceneggiatrice tedesca (n. 1954)
- 13 maggio - Weldy Olson, hockeista su ghiaccio statunitense (n. 1932)
- 13 maggio - Keiko Tanaka, ginnasta giapponese (n. 1933)
- 13 maggio - Jürgen Trumpf, diplomatico tedesco (n. 1931)
- 14 maggio - Doyle Brunson, giocatore di poker statunitense (n. 1933)
- 14 maggio - John Giblin, bassista britannico (n. 1952)
- 14 maggio - Ingrid Haebler, pianista austriaca (n. 1929)
- 14 maggio - Fernando Olivella, calciatore spagnolo (n. 1936)
- 14 maggio - Vittorio Paliotti, giornalista, scrittore e drammaturgo italiano (n. 1930)
- 14 maggio - John Refoua, montatore statunitense (n. 1964)
- 14 maggio - Marco Warren, calciatore bermudiano (n. 1993)
- 14 maggio - Mario Ćutuk, calciatore e allenatore di calcio croato (n. 1960)
- 15 maggio - Giuseppe Fallarini, ciclista su strada italiano (n. 1934)
- 15 maggio - Sharon Farrell, attrice statunitense (n. 1940)
- 15 maggio - Zbigniew Kaczmarek, sollevatore polacco (n. 1946)
- 15 maggio - Robert Lucas, economista statunitense (n. 1937)
- 15 maggio - Ron Northcott, giocatore di curling canadese (n. 1935)
- 15 maggio - Gabriele Renzulli, politico italiano (n. 1943)
- 16 maggio - Boris Khanukov, scacchista ucraino (n. 1939)
- 16 maggio - Chiara Moretti, attrice italiana (n. 1953)
- 16 maggio - Maria Serena Palieri, giornalista e scrittrice italiana (n. 1953)
- 16 maggio - Nelsinho Rosa, calciatore e allenatore di calcio brasiliano (n. 1937)
- 16 maggio - Per Røntved, calciatore danese (n. 1949)
- 17 maggio - Ray Austin, regista, produttore televisivo e attore britannico (n. 1932)
- 17 maggio - Billy Graham, wrestler statunitense (n. 1943)
- 17 maggio - Graham Gipson, velocista australiano (n. 1932)
- 17 maggio - James Hartle, fisico statunitense (n. 1939)
- 17 maggio - Cody McFadyen, scrittore statunitense (n. 1968)
- 17 maggio - Jan Olsson, calciatore svedese (n. 1944)
- 17 maggio - Eddie Southern, ostacolista e velocista statunitense (n. 1938)
- 17 maggio - Charles Stenholm, politico statunitense (n. 1938)
- 17 maggio - Maurizio Tomassi, cestista e allenatore di pallacanestro italiano (n. 1956)
- 17 maggio - Jorrit Tornquist, artista austriaco (n. 1938)
- 17 maggio - Algy Ward, bassista e cantante britannico (n. 1959)
- 18 maggio - Helmut Berger, attore e modello austriaco (n. 1944)
- 18 maggio - Jim Brown, giocatore di football americano, attore e filantropo statunitense (n. 1936)
- 18 maggio - Giuseppe Casale, arcivescovo cattolico italiano (n. 1923)
- 18 maggio - Giorgio Ferrara, regista e direttore artistico italiano (n. 1947)
- 18 maggio - Harald Jährling, canottiere tedesco (n. 1954)
- 18 maggio - Alessandra Riccio, ispanista, saggista e traduttrice italiana (n. 1939)
- 18 maggio - Sam Zell, imprenditore statunitense (n. 1941)
- 19 maggio - Martin Amis, scrittore, saggista e sceneggiatore britannico (n. 1949)
- 19 maggio - Pete Brown, poeta, paroliere e produttore discografico britannico (n. 1940)
- 19 maggio - Dževad Karahasan, scrittore, filosofo e drammaturgo bosniaco (n. 1953)
- 19 maggio - Timothy J. Keller, teologo e saggista statunitense (n. 1950)
- 19 maggio - Andy Rourke, bassista britannico (n. 1964)
- 20 maggio - Anna Bartolini, giornalista italiana (n. 1937)
- 20 maggio - Leon Ichaso, regista cubano (n. 1948)
- 20 maggio - Terry McDermott, pattinatore di velocità su ghiaccio statunitense (n. 1940)
- 20 maggio - Sante Ranucci, ciclista su strada italiano (n. 1933)
- 21 maggio - Alma Adamkienė, first lady lituana (n. 1927)
- 21 maggio - Ed Ames, cantante, attore televisivo e dirigente sportivo statunitense (n. 1927)
- 21 maggio - Antón Arrufat, drammaturgo, romanziere e saggista cubano (n. 1935)
- 21 maggio - Giuseppe Piva, regista, sceneggiatore e produttore televisivo italiano (n. 1977)
- 21 maggio - Giuseppe Scotto Di Luzio, politico italiano (n. 1947)
- 21 maggio - Ray Stevenson, attore britannico (n. 1964)
- 22 maggio - Chas Newby, bassista inglese (n. 1941)
- 22 maggio - Domenico Sudano, politico italiano (n. 1940)
- 22 maggio - Zheng Zhenyao, attrice cinese (n. 1936)
- 23 maggio - John Dunning, scrittore statunitense (n. 1942)
- 23 maggio - Maria Giovanna Maglie, saggista, opinionista e giornalista italiana (n. 1952)
- 23 maggio - Domenico Minutoli, attore italiano (n. 1947)
- 23 maggio - David Mitogo, calciatore equatoguineano (n. 1990)
- 23 maggio - Jaromír Málek, egittologo ceco (n. 1943)
- 23 maggio - Cotton Nash, cestista e giocatore di baseball statunitense (n. 1942)
- 23 maggio - Thomas C. Sawyer, politico statunitense (n. 1945)
- 24 maggio - Antonio Coscia, cestista paraguaiano (n. 1935)
- 24 maggio - Bill Lee, compositore, musicista e attore statunitense (n. 1928)
- 24 maggio - George Maharis, attore e cantante statunitense (n. 1928)
- 24 maggio - Tina Turner, cantante statunitense (n. 1939)
- 25 maggio - Domenico Izzo, politico italiano (n. 1948)
- 25 maggio - Carlos Liscano, scrittore uruguaiano (n. 1949)
- 25 maggio - Karen Lumley, politica britannica (n. 1964)
- 25 maggio - Joy McKean, cantautrice australiana (n. 1930)
- 25 maggio - Meco Monardo, musicista e produttore discografico statunitense (n. 1939)
- 25 maggio - Jens Jørn Mortensen, sollevatore danese (n. 1927)
- 25 maggio - Jean-Louis Murat, cantante, musicista e attore francese (n. 1952)
- 26 maggio - French Chang-Him, vescovo anglicano seychellese (n. 1938)
- 26 maggio - Roberto Cicciomessere, politico e informatico italiano (n. 1946)
- 26 maggio - László Hódy, cestista ungherese (n. 1934)
- 26 maggio - Samuel Kosgei, maratoneta keniota (n. 1986)
- 26 maggio - Miguel Ángel Vidal, calciatore argentino (n. 1934)
- 27 maggio - Vincenzo De Michele, politico italiano (n. 1920)
- 27 maggio - Giuseppe Gatti, politico italiano (n. 1926)
- 27 maggio - Illja Kabakov, artista sovietico (n. 1933)
- 27 maggio - Stephen Waddams, giurista e insegnante inglese (n. 1942)
- 27 maggio - James G. Watt, politico statunitense (n. 1938)
- 28 maggio - Frédéric Barbier, storico e bibliotecario francese (n. 1952)
- 28 maggio - Isa Barzizza, attrice italiana (n. 1929)
- 28 maggio - David Brewer, dirigente d'azienda britannico (n. 1940)
- 28 maggio - Antonio Gala, poeta, scrittore e drammaturgo spagnolo (n. 1930)
- 28 maggio - Piet de Zoete, allenatore di calcio e calciatore olandese (n. 1943)
- 28 maggio - Harald zur Hausen, medico tedesco (n. 1936)
- 29 maggio - Thomas Buergenthal, magistrato tedesco (n. 1934)
- 29 maggio - Ezequiel Stefano Carrara Sutour, politico italiano (n. 1934)
- 29 maggio - Vítězslav Mácha, lottatore cecoslovacco (n. 1948)
- 29 maggio - Teppo Rastio, hockeista su ghiaccio e calciatore finlandese (n. 1934)
- 29 maggio - Peter Simonischek, attore austriaco (n. 1946)
- 29 maggio - Tove Skutnabb-Kangas, linguista, educatrice e esperantista finlandese (n. 1940)
- 29 maggio - Robin Wagner, scenografo statunitense (n. 1933)
- 29 maggio - Javier Yacuzzi, calciatore argentino (n. 1979)
- 30 maggio - John Beasley, attore statunitense (n. 1943)
- 30 maggio - Herbert Lieberman, drammaturgo e scrittore statunitense (n. 1933)
- 30 maggio - Raisa O'Farrill, pallavolista cubana (n. 1972)
- 30 maggio - Paolo Portoghesi, architetto e teorico dell'architettura italiano (n. 1931)
- 31 maggio - Ama Ata Aidoo, poetessa, drammaturga e politica ghanese (n. 1942)
- 31 maggio - Luca Di Fulvio, scrittore, attore teatrale e drammaturgo italiano (n. 1957)
- 31 maggio - Jacques Rozier, regista francese (n. 1926)